# نيكولاي بلات
نيكولاي بلات (بالرومانية: Nicolae Blatt)‏ هو جراح روماني، ولد في 24 يونيو 1890 في ديج ‏ في رومانيا، وتوفي في 15 أبريل 1965.